# Aurora (incrociatore)
L'Aurora (in russo Крейсер « Авро́ра »?, Krejser "Avrora") è un incrociatore protetto russo costruito nei cantieri navali di San Pietroburgo e varato l'11 maggio 1900. Fu così battezzato in onore della fregata Aurora che difese la città di Petropavlovsk-Kamčatskij durante la guerra di Crimea (1853-1856). Trasformato in museo galleggiante è divenuto una delle principali mete turistiche di San Pietroburgo. Dal settembre 2014 al luglio 2016 è stato ai lavori presso i cantieri navali di Kronštadt. Ha ripreso il suo posto sulla Neva il 16 luglio 2016.

## Storia
Nel 1904-1905 prese parte alla guerra russo-giapponese. Dopo la battaglia di Tsushima, che vide una schiacciante vittoria giapponese, fu una delle poche navi russe superstiti. Dopo la guerra venne usata come unità di addestramento.
Nel 1911 fu designata quale nave inviata in Italia in rappresentanza della Flotta del Baltico per una tre giorni (dal 1º al 3 marzo) di cerimonie e commemorazioni a ricordo dei soccorsi portati alla popolazione di Messina e Reggio Calabria, colpite dal terremoto del 1908, dalle navi Cesarevitch, Slava, Admiral Makaroff e Bogatyr, sopraggiunto dal porto di Augusta, mentre la Giljak e la Korejezche avevano fatto rotta da Palermo.
Durante la prima guerra mondiale, prese parte alle operazioni militari nel mar Baltico. Il 7 novembre 1917  (25 ottobre secondo il calendario Giuliano allora in vigore in Russia) sparò il colpo che diede il segnale per la conquista del Palazzo d'Inverno di San Pietroburgo durante la Rivoluzione russa, alla quale partecipò attivamente.
Nella seconda guerra mondiale, durante l'assedio di Leningrado, venne ancorata a Oranienbaum, combattendo come batteria antiaerea, fin quando non venne affondata, nonostante gli sforzi del suo equipaggio. I suoi cannoni vennero rimossi e usati in prima linea nelle difese della città. Nel luglio del 1944 venne finalmente recuperata.
Dopo la guerra fu restaurata (1945-1947) e riportata approssimativamente all'aspetto che aveva nel 1917. Questa decisione venne presa già prima della fine della guerra. In quel periodo divenne una nave d'addestramento per la scuola navale militare "Nachimov". Cessò il servizio come nave d'addestramento nel 1961 ma già dal 1950 si iniziò a trasformarla in nave museo, diventando parte del Museo navale militare centrale nel 1956. Vennero fatti altri lavori di riparazione nel periodo 1957-1958 e nel 1966-1968. Ulteriori restauri vennero eseguiti nel periodo 1984-1987, nei quali l'incrociatore venne reso il più simile possibile alla sua configurazione originale del 1917, incluse le decorazioni.